# Ausbildungs- und Tagungszentrum Bienenberg
Das Ausbildungs- und Tagungszentrum Bienenberg (ATB) (auf Französisch Centre de formation et de rencontre Bienenberg) ist seit 1957 Ausbildungszentrum mennonitischer und täuferischer Gemeinden und Kirchen in Europa. Es befindet sich auf einer Anhöhe bei Liestal im Kanton Basel-Landschaft in der Schweiz.
Das Zentrum im historischen Hotel Bienenberg besteht aus einem Ausbildungszentrum mit Theologischem Seminar und einem Tagungszentrum im Haupthaus.

## Geschichte
Nach dem Zweiten Weltkrieg haben Mennoniten aus Deutschland, Frankreich und der Schweiz beschlossen, in Basel eine Gemeindebibelschule für junge Erwachsene zu gründen. 1950 zog die Europäische Mennonitische Bibelschule, wie sie damals hiess, nach Arisdorf und 1957 auf den Bienenberg in das ehemalige Kurhotel Bad Bienenberg, das als Luftkurort mit Solbad im 19. Jahrhundert erbaut wurde. In einem Inserat von 1900 warb das Kurhotel als Luftkurort mit 60 Zimmern und 80 Betten, einer prachtvollen Parkanlage, grossen Waldungen, rein gehaltene Weinen und Milch von eignen Kühen und Ziegen, sowie einem Portier am Bahnhof Liestal.
Die Bibelschule auf dem Bienenberg durchlief in den folgenden Jahrzehnten zahlreiche Veränderungen in Inhalten, Studienformen und Abschlüssen. 2017 erfolgte der Wechsel vom eigentlichen Theologischen Seminar mit Abschluss zum Bildungszentrum, das Beratungen und Schulungen anbietet, insbesondere in Dialog- und Konfliktfähigkeit, was der täuferischen Tradition der Gewaltlosigkeit und des Friedens entspricht. Seminarangebote konzentrieren sich auf Theologie, Inspiration, Compax und Leitung. Seit dem gleichen Jahr wird eine CAS-Weiterbildung als Konfliktberater in Zusammenarbeit mit der Universität Fribourg angeboten.

## Ausbildungszentrum

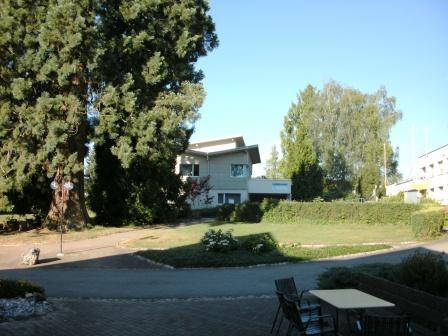
Gebäude des Theologischen Seminars; rechts Studentenwohnheim

Das Ausbildungszentrum Bienenberg bildet in mehreren Programmen jährlich Studierende für die Arbeit in Gemeinde, Diakonie und Mission aus.
Das Theologische Seminar Bienenberg ist von den deutschen Behörden als BAföG-berechtige Ausbildungsstätte anerkannt.
Das Studium der Theologie kann mit dem Bachelor of Theology (Grundstudium) und – in Zusammenarbeit mit dem Theologisch-Diakonischen Seminar Aarau – mit dem Master of Arts in Pastoral Ministries (Aufbaustudium) abgeschlossen werden.
Daneben werden Gemeindeseminare und Winterkurse angeboten.
Einige Kurse werden auch berufsbegleitend angeboten.
Die Studierenden kommen mehrheitlich aus Deutschland, Frankreich und der Schweiz. Die Programme werden entsprechend in deutscher und in französischer Sprache angeboten. Die ebenfalls auf dem Bienenberg angesiedelte Bibelschule Quest wendet sich vor allem an Menschen unter 30 Jahren.
Im Jahr 2009 wurde das Institut für Konflikttransformation ComPax am Ausbildungszentrum eröffnet. Über Weiterbildung und Beratung sollen Mitarbeiter in Gemeinden und christlichen Institutionen hier zu einem konstruktiven Umgang mit Konflikten im Sinne der Konflikttransformation ausgebildet werden. ComPax wird von Frieder Boller, Madeleine Bähler und Marcus Weiand geleitet. Seit 2013 ist die Fachstelle für täuferische Geschichte und Theologie ein weiterer Zweig des Bildungszentrums Bienenberg.

## Tagungszentrum

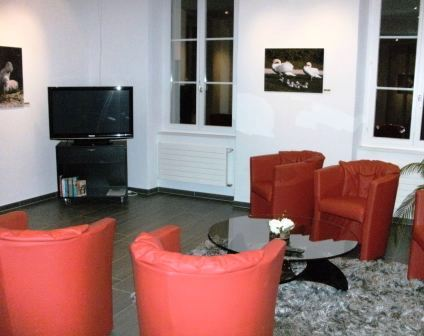
Aufenthaltsraum im Hotelgebäude

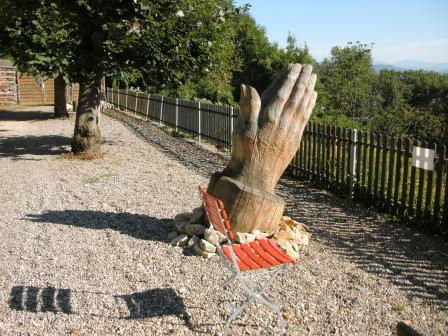
Ein Kunstwerk auf dem "Friedensweg"

Das Tagungszentrum Bienenberg befindet sich im Haupthaus (Kastanie). Es bietet Räume für Seminare und Tagungen bis zu 200 Personen. Das Hotel verfügt über 78 Betten.
Im Umfeld des Bienenbergs ist ein Friedensweg entstanden, welcher über Kunstwerke am Weg die Themen Sünde, Vergebung, Rettung und Hoffnung dokumentiert.

## Trägerschaft und Leitung
Die Leitung des Bienenberg besteht aus Lukas Amstutz (deutschsprachiger Seminarleiter), Denis Kennel (französischsprachiger Seminarleiter) und Philip Bühler (Leiter des Tagungszentrums). Bis zum Sommer 2009 war Bernhard Ott deutschsprachiger Seminarleiter, danach bis 2017 Frieder Boller.
Das Zentrum ist als Verein konstituiert und wird von mehreren Gemeindeverbänden aus Deutschland, der Schweiz und Frankreich, die der täuferischen Tradition angehören, getragen.
Zu den Trägerverbänden gehören:
- Arbeitsgemeinschaft Mennonitischer Brüdergemeinden in Deutschland
- Arbeitsgemeinschaft Mennonitischer Gemeinden in Deutschland – vertreten durch die drei Regionalkonferenzen
  - Arbeitsgemeinschaft Südwestdeutscher Mennonitengemeinden (ASM)
  - Vereinigung der Deutschen Mennonitengemeinden (VDM)
  - Verband deutscher Mennonitengemeinden (VdM)
- Association des Églises Évangéliques Mennonites de France
- Bund Evangelischer Täufergemeinden (Neutäufer)
- Konferenz der Mennoniten der Schweiz (Alttäufer)
- WEBB-Gemeinden (Arbeitsgemeinschaft der Gemeinden in Wolfsburg, Espelkamp, Bechterdissen, Bielefeld, Niedergörsdorf)

## Publikationen
In Zusammenarbeit mit dem Neufeld Verlag sind bisher fünf Bücher in der Edition Bienenberg erschienen:
- Martin Forster, Hanspeter Jecker (Hrsg.): Faszination Heiliger Geist. Herausforderungen charismatischer Frömmigkeit. Neufeld Verlag, Schwarzenfeld, 2005, ISBN 3-937896-13-9.
- Thomas R. Yoder Neufeld: Christus ist unser Friede. Die Kirche und ihr Ruf zu Wehrlosigkeit und Widerstand. Neufeld Verlag, Schwarzenfeld, 2007, ISBN 978-3-937896-24-3.
- John Howard Yoder: Die Politik des Leibes Christi. Als Gemeinde zeichenhaft leben. Neufeld Verlag, Schwarzenfeld, 2011, ISBN 978-3-86256-016-5.
- John Howard Yoder: Die Politik Jesu. Neufeld Verlag, Schwarzenfeld, 2012, ISBN 978-3-937896-09-0.
- Stuart Murray: Nackter Glaube. Christsein in einer nachchristlichen Welt. Neufeld Verlag, Schwarzenfeld, 2014, ISBN 978-3-86256-750-8.